# Mona (Oper)
Mona ist eine Oper in drei Akten von Horatio Parker (Musik) mit einem Libretto von Brian Hooker. Sie trägt die Opuszahl 71. Die Premiere fand am 14. März 1912 in der New Yorker Metropolitan Opera statt.

## Handlung
Die Oper spielt zur Zeit der römischen Besatzung Britanniens im ersten Jahrhundert. Sie handelt von der Liebe der Britin Mona zu Quintus, dem Sohn des römischen Statthalters, der als Barde unter dem Namen Gwynn beim Volk Monas weilt. Monas Stiefvater Arth und ihr Stiefbruder Gloom bekämpfen die römischen Besatzer und planen einen Angriff. Mona wird als Befreierin angesehen und zur Königin ernannt. Quintus versucht vergeblich, den Angriff zu verhindern, indem er an Monas Liebe appelliert.
Der römische Statthalter verspricht seinem Sohn, die Briten zu schonen, falls es ihm mit Monas Unterstützung gelingen sollte, sie vom Angriff abzuhalten. Am Vorabend der Schlacht unternimmt Quintus einen letzten Versuch, Mona umzustimmen, wobei er ihr seine wahre Identität als Römer enthüllt. Mona jedoch hält ihn nun für einen Verräter, lässt ihn festnehmen und beschleunigt den Angriff. Die Briten werden von den vorbereiteten Römern geschlagen. Quintus konnte entkommen und drängt Mona, den Kampf zu beenden. Er erzählt ihr von seinem Vater und bittet sie um Unterstützung. Mona hält ihn für schuldig an ihrer Niederlage. Sie tötet ihn. Nach Ankunft des Statthalters wird die Wahrheit bekanntgegeben. Mona wird von ihren eigenen Leuten festgenommen, da sie als Anführerin versagt hat.

## Musik
Die Oper benötigt ein volles Orchester mit Harfe und Celesta. Harmonisch ist das Werk von Richard Wagner, dem frühen Richard Strauss und von Claude Debussy beeinflusst.

## Geschichte

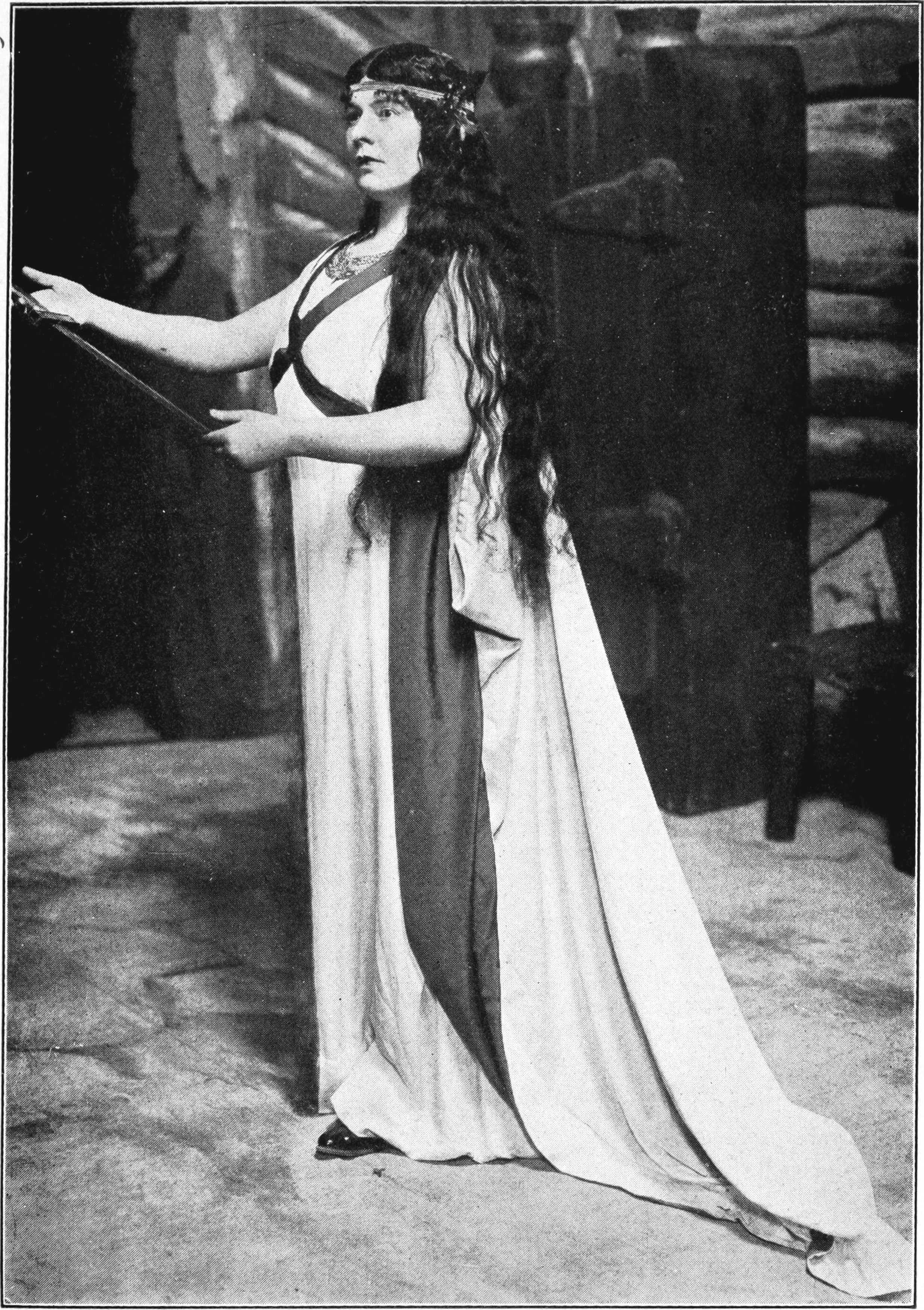
Louise Homer in der Uraufführungsproduktion

Bei der Uraufführung am 14. März 1912 in der New Yorker Metropolitan Opera sangen Louise Homer (Mona), Rita Fornia (Enya), Herbert Witherspoon (Arth), William Hinshaw (Gloom), Albert Reiß (Nial), Lambert Murphy (Caradoc), Putnam Griswold (Statthalter), Riccardo Martin (Quintus), Basil Ruysdael (Alter Mann). Die musikalische Leitung hatte Alfred Hertz.
Die Oper wurde von der Metropolitan Opera Company als beste große Oper eines amerikanischen Komponisten und Librettisten mit einem Preis von 10.000 US-Dollar ausgezeichnet.
Am 22. Februar 1961 kam es zu einer konzertanten Aufführung von fünf Ausschnitten in der Carnegie Hall New York unter der Leitung von Richard Korn.